# 雅各布·豪加德
雅各布·豪加德（丹麥語：Jakob Haugaard；1992年5月1日—）是一位丹麥足球運動員，在場上司職守門員。他現在效力於英超球隊斯托克城足球俱乐部。